# Paul Langemak
Paul Langemak (* 23. November 1835 in Bergen; † 11. November 1926 in Stralsund) war ein deutscher Politiker und Justizrat.

## Leben
Langemak wurde 1835 als Sohn eines Kreisgerichtsdirektors geboren. Er war in Stralsund als Justizrat tätig. Langemak gehörte dem 1904 gegründeten Reichsverband gegen die Sozialdemokratie an, dessen Ortsgruppenvorsitzender er war. Am 24. September 1917 war er Mitgründer der Stralsunder Ortsgruppe der Deutschen Vaterlandspartei, als dessen Schriftführer er auftrat.
1872 wurde ihm die Ehrendoktorwürde verliehen. In Anerkennung seiner Leistungen beim Aufbau der Provinzialheilanstalt (heute: Krankenhaus West) in Stralsund wurde er am 5. Juni 1912 zum Stralsunder Ehrenbürger ernannt. Er wurde von staatlicher Seite ausgezeichnet mit dem Roten Adlerorden 3. und 4. Klasse und dem Kronenorden 3. Klasse.
Langemak verstarb 1926 in Stralsund.
Er war mit Maria Adelheide Giese verheiratet. Einer ihrer Söhne war Paul Langemak (1867–1947), später Mitglied des Preußischen Staatsrates, und der spätere Vizeadmiral der Kaiserlichen Marine, Hugo Langemak (1869–1937).